# NGC 4100
NGC 4100 ist eine Spiralgalaxie mit ausgedehnten Sternentstehungsgebieten vom Hubble-Typ Sbc im Sternbild Großer Bär am Nordsternhimmel. Sie ist schätzungsweise 51 Millionen Lichtjahre von der Milchstraße entfernt und hat einen Durchmesser von etwa 80.000 Lichtjahren. Sie ist Teil des Ursa-Major-Galaxienhaufens und Mitglied der NGC 3992-Gruppe (LGG 258).
Im selben Himmelsareal befinden sich u. a. die Galaxien NGC 4085 und NGC 4088.
Das Objekt wurde am 9. März 1788 von Wilhelm Herschel mithilfe seines 18,7-Zoll-Teleskops entdeckt und später von Johan Dreyer in seinem New General Catalogue aufgenommen.

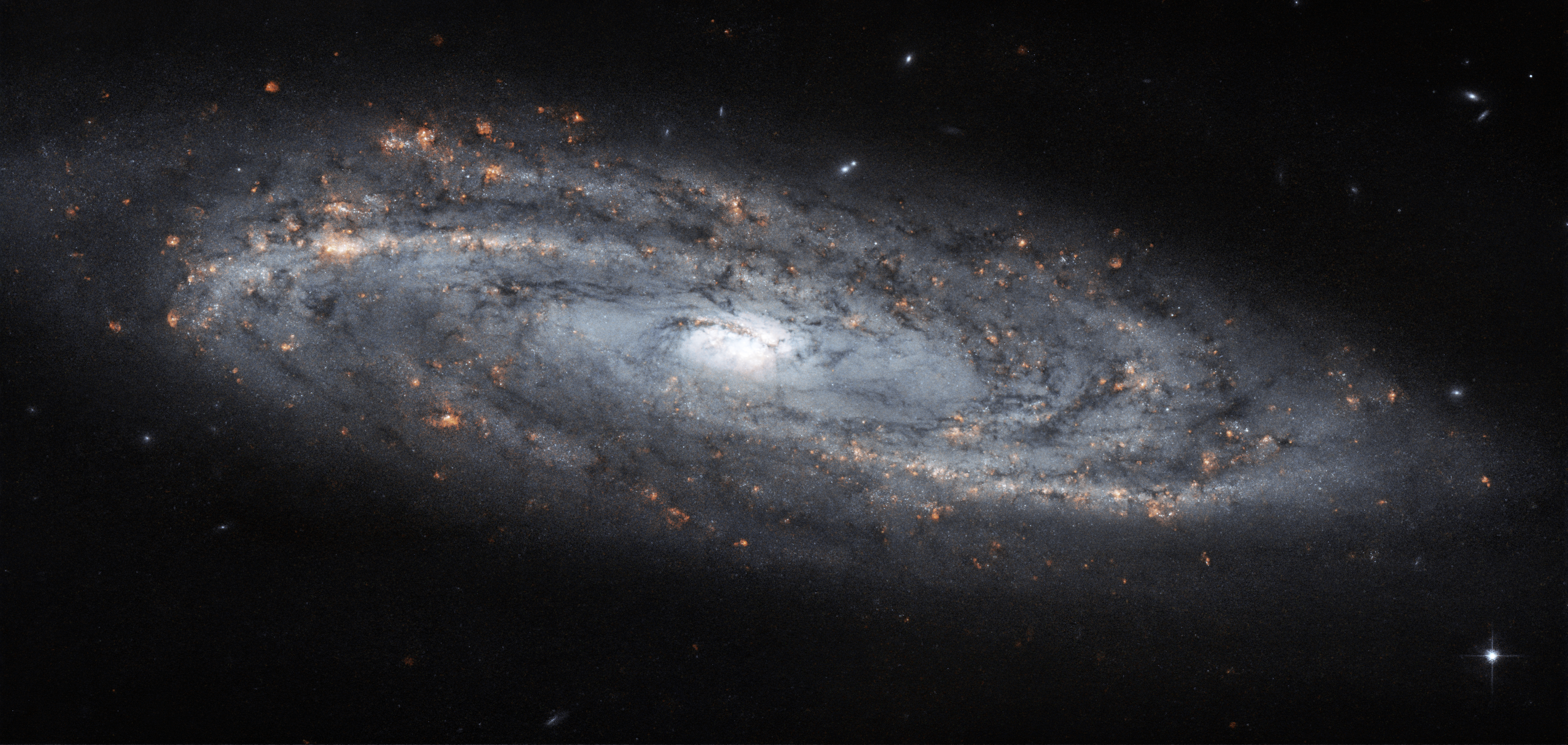
Das Zentrum von NGC 4100 aufgenommen vom Hubble-Weltraumteleskop. In der Falschfarbendarstellung treten orange Gebiete mit erhöhter Hα-Emission hervor.
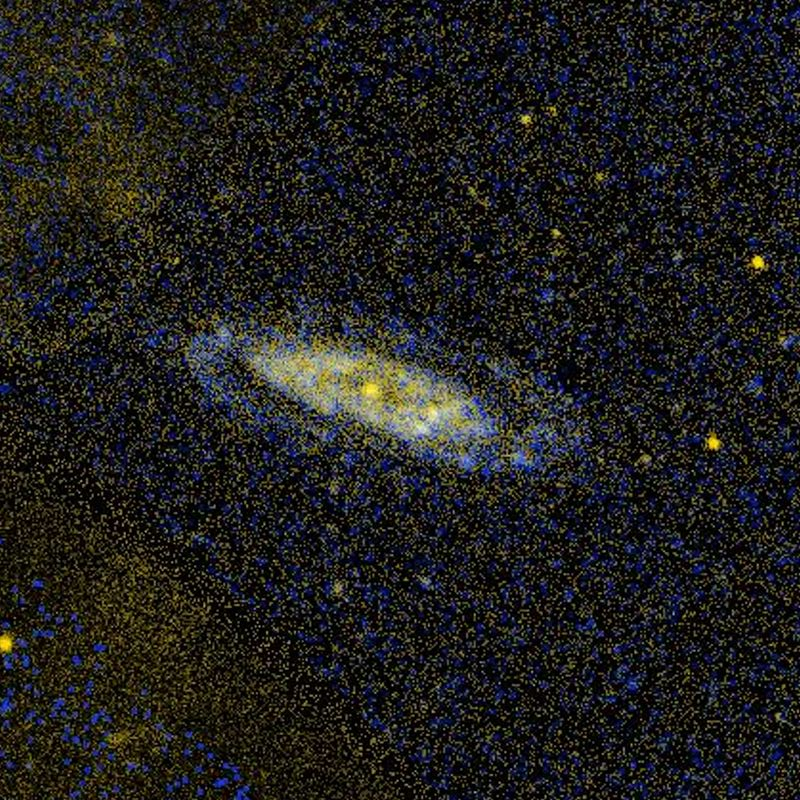
In der Ultraviolett-Aufnahme des GALEX-Weltraumteleskops von NGC 4100 erscheinen ältere Sterne gelb, jüngere blau.